# Claudius Opsopæus
Claudius Johannis Opsopaeus Roslagiensis, född 1578, död 1614, var en svensk professor och kyrkoherde.
Claudius Opsopaeus studerade först vid Uppsala universitet och var en av dem som deltog i den första magisterpromoveringen år 1600 där han var ultimus och fick därför företa avslutningsbönen. Han inskrevs därefter vid universitetet i Wittenberg, där han studerade teologi och hebreiska, och där han 1601 lade fram Oratio de usu ac præstantia linguæ hebraicæ. Sedan tillträdde han professuren i hebreiska som inrättats, men det är osäkert när detta skedde (mellan år 1603 och 1606). Det verkar som om han började föreläsa vid universitetet innan han fick lön. 1604 var han rektor för skolan i Uppsala, och enligt en ostrykt uppgift disputerade han för Laurentius Paulinus Gothus samma år i teologi om Kristus inkarnation. Oavsett när han tillträdde som professor i hebreiska så ansvarade han dessutom för undervisningen i grekiska. Opsopaeus räknas som den förste professorn i semitiska språk vid Uppsala universitet.
1608 blev han kyrkoherde i Uppsala, och Johannes Rudbeckius övertog hans professur. Han var gift med Nicolaus Olai Bothniensis änka Elisabeth Grubb, syster till Samuel Andreæ Grubb och Petrus Andreæ Grubb.